# Carl Möring
Carl Philipp Ferdinand Möring (* 16. Juli 1818 in Hamburg; † 4. Februar 1900 ebenda) war ein deutscher Kaufmann und Hamburger Senator.

## Leben
Seine Eltern waren Carl Philipp Heinrich Möring (* 6. Februar 1787; † 1. April 1873) und dessen Ehefrau Wilhelmine Sophie Ferdinand Schiller.
Mörings Vater war Kaufmann und Oberalter in Hamburg. Möring wuchs daher in Hamburg auf. Er machte eine Kaufmännische Lehre und arbeitete in der väterlichen Firma Möring & Co. 1815 wurde er Hamburger Bürger, von 1835 bis 1838 stand er an der Spitze der Hamburger Bürgermilitz. Im Jahr 1838 wurde er Archdiakon und 1843 zum Oberaltern ernannt. 

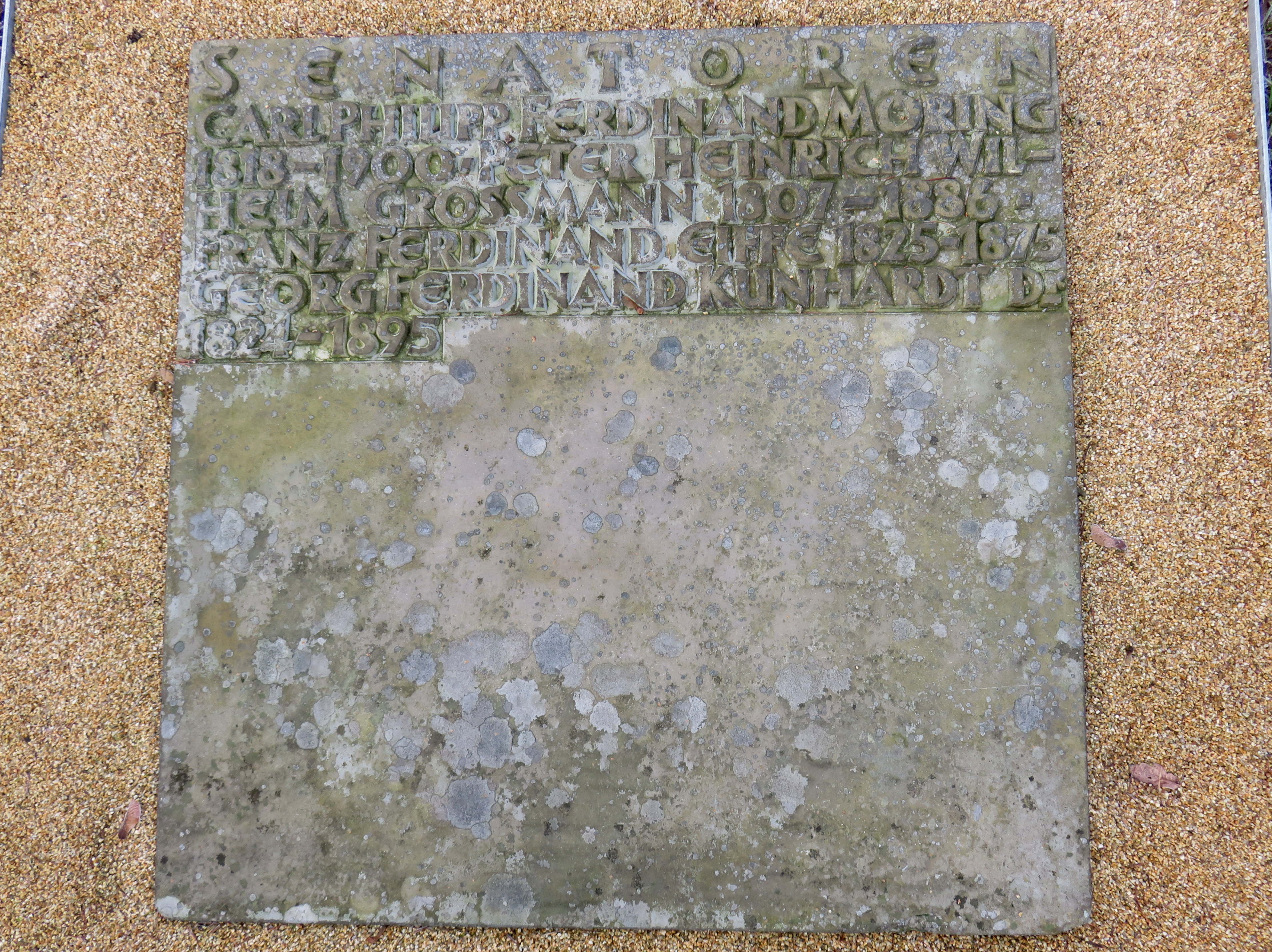
„Carl Philipp Ferdinand Möring“, Sammelgrab Senatoren (IV),
Friedhof Ohlsdorf

Im gleichen Jahr wurde er Teilhaber in der Firma seines Vaters. Von 1846 bis 1850 übernahm er den ehrenamtlichen Posten des Direktors der Sparkasse von 1827, eine vergleichbare Position dort hatte er dann nochmal als Präses der Sparkasse von 1827 von 1881 bis 1884 inne. Möring wirkte in Armenkollegium von 1848 bis 1851, war von 1852 bis 1854 Militärkommissar und von 1858 bis 1861 Mitglied der Commerzdeputation. 1859 wurde er in die neu eingerichtete Hamburgische Bürgerschaft gewählt, der er bis zu seiner Wahl in den Senat am 7. Januar 1861 angehörte. Er wirkte außerordentlich lange im Senat, dabei war er unter anderem zeitweise Weddeherr und leitete lange die Senatskommission für die Verwaltung der Kunsthalle.
Er heiratete am 1. Dezember 1849 Bertha Elisabeth Michahelles (* 23. Juni 1822; † 22. April 1908). Die Ehe blieb kinderlos.
Auf dem Ohlsdorfer Friedhof wird auf einer der Sammelgrabplatten Senatoren (IV) des Althamburgischen Gedächtnisfriedhofs unter anderen an Carl Möring erinnert.

## Sonstiges
Der Kaufmann Rudolf Heinrich Möring (* 23. Juli 1831 in Hamburg; † 17. Dezember 1907 ebenda) war sein Vetter, dieser war später Mitglied der Bürgerschaft und von 1874 bis 1881 Mitglied des Reichstags (NLP). Nach beiden ist der Möringbogen in Winterhude benannt.

## Quelle
- Hamburgisches Geschlechterbuch Band 15, Deutsches Geschlechterbuch Band 209, 1999, S. 89
- Deutsches Geschlechterbuch, 1912, Band 21, S. 361